# نبؤات الكتاب المقدس

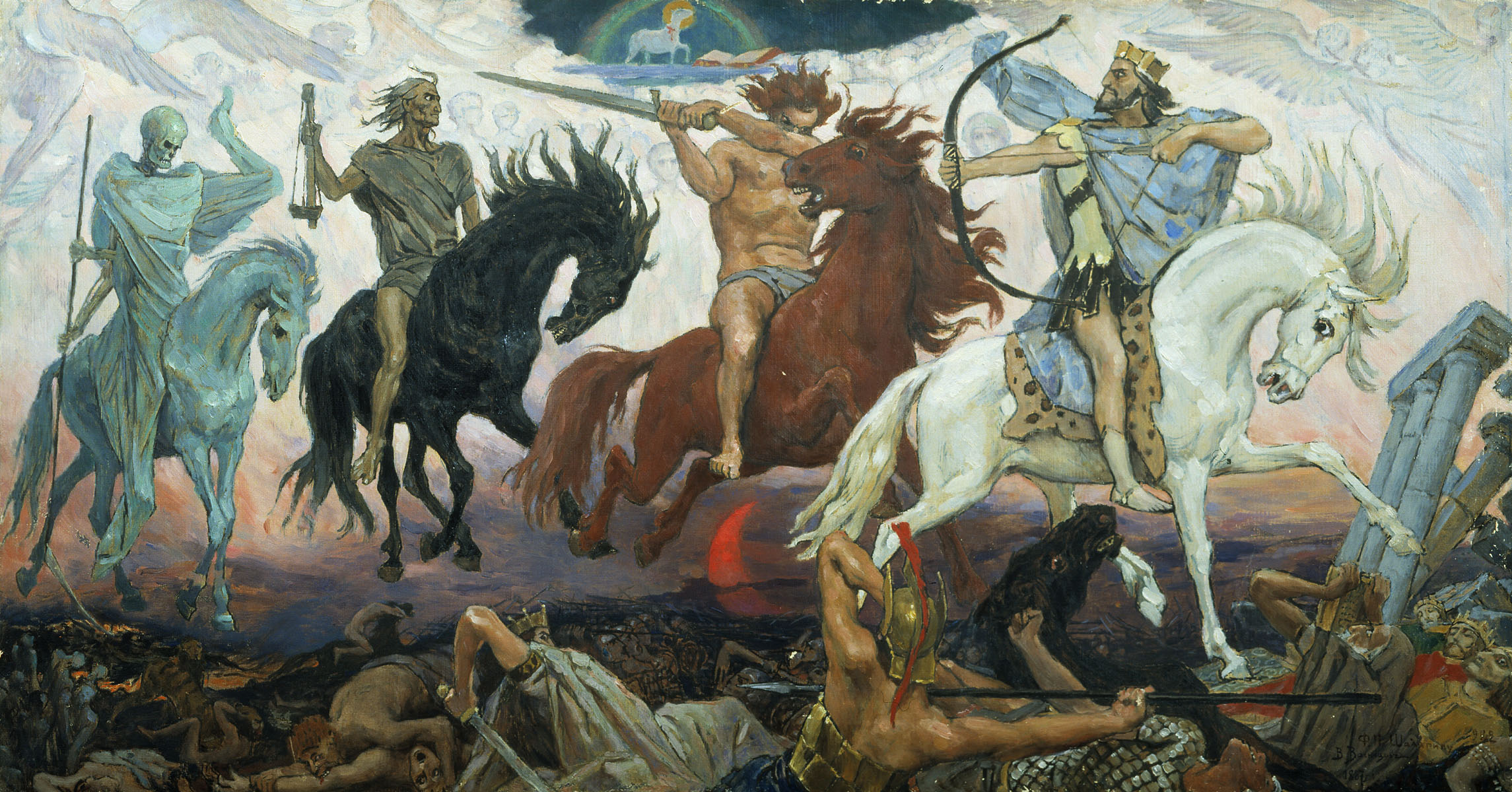
فرسان رؤيا يوحنا الأربعة

نبؤات الكتاب المقدس هي الإيمان بوجود نبؤات في الكتاب المقدس، حيث يقوم المؤمنون بها بتفسير الأسفار التي يعتقدون أنها تحوي أوصافا عن أحداث عالمية وكوارث طبيعية ومستقبل إسرائيل ومجيء مسيح ومملكة مسيانية ومصير البشرية. فسرت عدة مقاطع على أنها تخبر المستقبل، وهي عادة مفرقة في أماكن مختلفة من البيبل لكن أغلبها في سفر حزقيال وسفر دانيال ورؤيا يوحنا.
من الأمثلة تنبؤات أحداث قد وقعت وتوقعات أحداث مستقبلية. تقدم بعض المقاطع على أنها من الله والبعض على أنها من مؤلف ملهم يعتبر نبيا.